# Go (Jónsi)
Pour les articles homonymes, voir GO.
Albums de Jónsi
Go Live
(2010)
Singles
1. Go Do
Sortie : 21 mars 2010
2. Animal Arithmetic
Sortie : 24 mai 2010
3. Around Us
Sortie : 21 novembre 2010

Go est le premier album de Jón Þór Birgisson publié sous son surnom, Jónsi. Il est sorti en mars 2010. Il publia auparavant quelques EP/albums sous un de ses pseudos, Frakkur, mais en toute confidentialité.

## Histoire
Mi-2009, un message annonce une nouvelle un peu inattendue, Jón Þór Birgisson travaillerai sur un album solo. 
Au début il était parti vers un album autoproduit acoustique, mais attiré par le travail que Peter Katis avait fait avec Fanfarlo et The National, et la rencontre avec le batteur de Múm, Samuli Kosminen, le produit a beaucoup dérivé de son projet initial.
C'est lors de la soirée Le cinéma de Sigur Rós le 28 novembre 2009 à Paris, que John Best, manager, annonce que Jónsi venait de terminer, la veille, son album. Plusieurs extraits sont en écoute sur le site de Jónsi, lancé dans la foulée, et le titre Boy lilikoi est téléchargeable gratuitement quelques jours après.

## Pistes
Toutes les chansons sont écrites et composées par Jónsi.
| Go    | Go                                                               | Go                   | Go    | Go | Go | Go | Go | Go | Go |
| No    | Titre                                                            | Langue               | Durée |    |    |    |    |    |    |
| ----- | ---------------------------------------------------------------- | -------------------- | ----- | -- | -- | -- | -- | -- | -- |
| 1.    | Go Do (1er single sorti le 21 mars 2010)                         | Anglais              | 4:41  |    |    |    |    |    |    |
| 2.    | Animal Arithmetic (2e single sorti le 24 mai 2010)               | Anglais et Islandais | 3:24  |    |    |    |    |    |    |
| 3.    | Tornado                                                          | Anglais              | 4:15  |    |    |    |    |    |    |
| 4.    | Boy Lilikoi (diffusé gratuitement sur internet en décembre 2009) | Anglais              | 4:30  |    |    |    |    |    |    |
| 5.    | Sinking Friendships                                              | Anglais              | 4:42  |    |    |    |    |    |    |
| 6.    | Kolniður                                                         | Islandais            | 3:56  |    |    |    |    |    |    |
| 7.    | Around Us                                                        | Anglais              | 5:18  |    |    |    |    |    |    |
| 8.    | Grow till Tall                                                   | Anglais              | 5:21  |    |    |    |    |    |    |
| 9.    | Hengilás                                                         | Islandais            | 4:15  |    |    |    |    |    |    |
| 40:17 |                                                                  |                      |       |    |    |    |    |    |    |

| Edition japonaise | Edition japonaise              | Edition japonaise | Edition japonaise | Edition japonaise | Edition japonaise | Edition japonaise | Edition japonaise | Edition japonaise | Edition japonaise |
| No                | Titre                          | Durée             |                   |                   |                   |                   |                   |                   |                   |
| ----------------- | ------------------------------ | ----------------- | ----------------- | ----------------- | ----------------- | ----------------- | ----------------- | ----------------- | ----------------- |
| 10.               | Sinking Friendships (acoustic) | 4:00              |                   |                   |                   |                   |                   |                   |                   |
| 11.               | Tornado (acoustic)             | 3:57              |                   |                   |                   |                   |                   |                   |                   |
| 48:14             |                                |                   |                   |                   |                   |                   |                   |                   |                   |

| 1.  | Intro               |  |
| 2.  | Animal Arithmetic   |  |
| 3.  | Go Do               |  |
| 4.  | Grow Till Tall      |  |
| 5.  | Tornado             |  |
| 6.  | Hengilás            |  |
| 7.  | Kolniður            |  |
| 8.  | Sinking Friendships |  |
| 9.  | Boy Lilikoi         |  |
| 10. | Around Us           |  |
| 11. | Credits             |  |

| 1. | Go Do (Jónsi et Nico Muhly au Working Men's Club)                |  |
| 2. | Boy Lilikoi (Jónsi et Nico Muhly au Working Men's Club)          |  |
| 3. | Kolniður (Jónsi et Nico Muhly au Working Men's Club)             |  |
| 4. | Stars In Still Water (Jónsi et Nico Muhly au Working Men's Club) |  |
| 5. | Go Do (clip)                                                     |  |

## Supports
- CD
  - CD de Go
  - La version japonaise comporte deux titres bonus
- Coffret édition limitée et numérotée
  - CD de Go
  - DVD de Go Quiet (cy)
- Coffret Experience Edition
  - CD de Go
  - DVD de l'Experience Edition
  - Accès exclusif à des bonus sur le site officiel
    - Go Do et Animal Arithmetic en téléchargement audio 24 bit Master studio
    - Accès à un live en streaming
    - D'autres bonus
- Vinyl 12" 33 tours 180g
  - Go
    - Face A : 1-5
    - Face B : 6-9

  - La version USA permet de téléchargement en mp3 de l'album
- Téléchargement
  - Go (format de la plateforme choisie)
- Téléchargement Special Edition (site officiel)
  - Go en mp3 et en format sans perte
  - Go Quiet en mp4
  - Les lives de Experience edition en mp4
  - D'autres bonus

## Singles

### Go Do
Go Do est le premier vrai single de l'album, si on excepte Boy Lilikoi qui fut diffusé trois mois plus tôt gratuitement sur internet. Il est sorti le 21 mars 2010 soit 2 semaines avant la sortie de l'album. La musique se caractérise par des percussions lourdes, de l'électronique nerveux et de la flûtes flottante.
Ce single dispose d'un clip réalisé par le duo islandais árni & kinski, qui a déjà réalisé les clips Glósóli et Viðrar Vel til Loftárása pour Sigur Ros. Il a été tourné pendant la période des fêtes de la fin de l'année 2009 en Islande. Le clip montre Jónsi portant un habit fait de morceaux de tissus cousus et maquillé de plumes, très proche de la nature. Le site de MTV dit qu'il révèle là sa bizarrerie naturelle.
| 1. | Go Do          | 4:40 |
| 2. | Kolniður       | 3:53 |
| 3. | Grow Till Tall | 5:16 |

| A. | Go Do       |  |
| B. | Boy Lilikoi |  |

### Animal Arithmetic
Animal Arithmetic sort le 24 mai 2010 comme deuxième single de l'album.
Ce single dispose aussi d'un clip qui se compose essentiellement de gros plans et de plans rapprochés d'une fête.
| 1. | Animal Arithmetic | 3:23 |

Autres versions de Animal Arithmetic non commercialisées :
- Animal Arithmetic (Radio Mix)
- Animal Arithmetic (Instrumental)

### Around Us
Around Us sort le 21 novembre 2010 comme troisième single de l'album.
Ce single ne dispose pas de clip.
| 1. | Around Us                  | 5:17 |
| 2. | Around Us (Radio Edit)     | 3:35 |
| 3. | Around Us (WLD PTCH Remix) | 4:58 |
| 4. | Around Us (Blarsa Remix)   | 4:12 |

## Crédits
- Jón Þór Birgisson – chant, sampler, guitare, piano, ukulele, glockenspiel
- Samuli Kosminen – batterie, percussion, kalimba, harpe
- Nico Muhly – piano, célesta, glockenspiel, arrangements cordes, arrangements cuivres, arrangements instruments à vent
- Alex Somers – guitare, piano, célesta, glockenspiel, sampler

### Musiciens additionnels
- Hideaki Aomori – clarinette
- Edward Burns – basson
- Christa Robinson – hautbois, cor
- Alexandra Sopp – flutes
- William Lang – trombone basse
- David Nelson – trombone
- David Byrd-Marrow, Kate Sheeran – Cor d'harmonie
- Caleb Burhans, Courtney Orlando – violon
- Nadia Sirota, John Pickford Richards – viole
- Clarice Jenson, Brian Snow – violoncelle
- Logan Coale – contrebasse

### Technique
- Jón Þór Birgisson – auteur, producteur
- Alex Somers – producteur
- Peter Katis – producteur, ingénieur du son
- Greg Giorgio – ingénieur du son assistant

## Récompense
- Prix musical nordique 2011.